# Sue Gunter
Sue Gunter (Walnut Grove, 22 maggio 1941 – Baton Rouge, 4 agosto 2005) è stata una cestista e allenatrice di pallacanestro statunitense.
È membro del Naismith Memorial Basketball Hall of Fame dal 2005 in qualità di allenatrice, e del Women's Basketball Hall of Fame dal 2000.